# Paulo Santos (football, 1960)
Pour les articles homonymes, voir Paulo Santos, dos Santos et Santos (homonymie).
Paulo dos Santos dit Paulo Santos (né le 14 avril 1960 à Porto Alegre) est un footballeur brésilien. Il participe aux Jeux olympiques d'été de 1984, remportant la médaille d'argent avec le Brésil.

## Biographie

### En club
Il joue en faveur du Sport Club Internacional.

### En équipe nationale
Il participe aux Jeux olympiques d'été de 1984 organisés à Los Angeles. Lors du tournoi olympique, il joue un match contre le Canada (score : 1-1).

## Palmarès

### équipe du Brésil
- Jeux olympiques de 1984 :
  -  Médaille d'argent.

### SC Internacional
- Campeonato Gaúcho :
  - Vainqueur : 1981, 1982, 1983 et 1984.